# 黄华河
黄华河，位于中国广东省西南部和广西壮族自治区东南部，是北流河右岸支流，源流也称钱排河，发源于广东信宜市钱排镇云雾山西麓，镬厂坪以南的山区，蜿蜒北流，经信宜市钱排镇、洪冠镇，广西岑溪市水汶镇、南渡镇、波塘镇，最后于藤县金鸡镇光华村汇入北流河。河长228千米，流域面积2398平方千米。年均径流量16.85亿立方米，年均输沙量58.5万吨。